# Ari Ichihashi
Ari Ichihashi (jap. 市橋有里 Ichihashi Ari; ur. 22 listopada 1977 w Naruto) – japońska lekkoatletka specjalizująca się w biegach długodystansowych, uczestniczka letnich igrzysk olimpijskich w Sydney (2000). 
Lekkoatletka roku 1999 w Japonii.

## Sukcesy sportowe
- dwukrotna zwyciężczyni półmaratonów w Sapporo – 1997, 1998[1]

| Rok  | Miasto  | Zawody               | Konkurencja     | Wynik         |
| ---- | ------- | -------------------- | --------------- | ------------- |
| 1999 | Sewilla | Mistrzostwa świata   | bieg maratoński | srebrny medal |
| 2000 | Sydney  | Igrzyska olimpijskie | bieg maratoński | 15. miejsce   |

## Rekordy życiowe
- bieg na 5000 metrów – 15:49,92 – Sapporo 30/07/1995
- bieg na 10 000 metrów – 32:17,71 – Kobe 26/04/1998
- półmaraton – 1:09:23 – Tokio 19/01/1997
- bieg maratoński – 2:27:02 – Sewilla 29/08/1999